# Albert Ireton
	Albert Ireton (Baldock, 15 mei 1879 - Stevenage, 4 januari 1947) was een Brits sporter. 
Ireton nam deel aan de Olympische Zomerspelen 1908 in eigen land. Met het team van de Londense politie won hij de gouden medaille bij het touwtreken, bij het boksen in het zwaargewicht eindigde hij als vierde.
1900: Aabye, Schmidt, Winckler, Nilsson, Söderström, Staaf ·
1904: Olson, Johnson, Seiling, Magnusson, Flanagan ·
1908: Barrett, Goodfellow, Humphreys, Hirons, Ireton, Merriman, Mills, Shepherd ·
1912: Andersson, Bergman, Edman, Fredriksson, Gustafsson, Jonsson, Larsson, Lindström ·
1920: Canning, Holmes, Humphreys, Mills, Sewell, Shepherd, Stiff, Thorn